# سيرجيو خيمينيز
سيرجيو خيمينيز (بالإسبانية: Sergio Jiménez)‏ هو مخرج وممثل مكسيكي، ولد في 17 ديسمبر 1937 بمدينة مكسيكو في المكسيك، وتوفي بنفس المكان في 2 يناير 2007 بسبب نوبة قلبية.

## وصلات خارجية
- سيرجيو خيمينيز على موقع IMDb (الإنجليزية)
- سيرجيو خيمينيز على موقع أول موفي (الإنجليزية)
- سيرجيو خيمينيز على موقع قاعدة بيانات الفيلم (الإنجليزية)
- سيرجيو خيمينيز على موقع كينوبويسك (الروسية)
- سيرجيو خيمينيز على موقع كينوبويسك (الروسية)